# Jack Robinson (Fußballspieler, 1870)
John William „Jack“ Robinson (* 22. April 1870 in Derby; † 28. Oktober 1931 ebenda) war ein englischer Fußballtorhüter und Namensgeber einer Robinsonade.

## Laufbahn
Jack Robinson begann seine Laufbahn bei Derby Midland. Mit 19 Jahren wechselte er dann für 2 Jahre zu Lincoln City. Es folgten sechs Jahre bei Derby County, für die er 163 Spiele in der damals höchsten englischen Liga, der Football League First Division, bestritt und 1895/96 die Vizemeisterschaft errang. Robinson beschränkte seine sportliche Aktivität aber nicht nur auf den Fußball, sondern war auch in Derbys Baseballabteilung aktiv. Mit dieser wurde er 1895 und 1897 englischer Meister.
Auf das Engagement bei Derby County folgte ein Jahr bei New Brighton Tower, bevor 1898 nach Southampton wechselte. Mit diesem Verein erreichte er zweimal das Finale des FA Cups und konnte dreimal die Southern League gewinnen. Auf Grund guter Leistungen in dieser Zeit wurde er zwischen 1897 und 1901 elfmal in die englische Fußballnationalmannschaft berufen. Mit der Nationalmannschaft konnte er viermal die British Home Championship gewinnen.
Anschließend spielte Robinson noch für Plymouth Argyle, Exeter City, FC Millwall, Green Waves (Plymouth) und erneut Exeter City. Er beendete seine Laufbahn 1912 bei Stoke City und wanderte für kurze Zeit in die USA aus.

## Erfolge

### Fußball

#### Verein
- Englischer Vizemeister: 1896
- Englischer Pokalfinalist: 1900, 1902
- Meister Southern League: 1899, 1900, 1903

#### Nationalmannschaft
- British Championship: 1898, 1899, 1901, 1903 (geteilt)

### Baseball
- Britischer Meister: 1895, 1897

## Robinsonade
Jack Robinson war bekannt für seine wagemutigen Hechtsprünge, die sogenannten Robinsonaden. Der Begriff beschreibt die Abwehrtechnik, die Robinson 1899 bei einem 6:0-Sieg mit Southampton in Wien gegen eine Stadtauswahl gezeigt hatte. Das Wiener Publikum war derartig begeistert von seiner Flugkunst, besonders vom Abtauchen in die Ecken, gewesen, dass er nach dem Spiel für eine Sondervorstellung dieser Hechtsprünge ins Tor beordert wurde. Sein Tor soll mit sechs Bällen gleichzeitig beschossen worden sein und dennoch habe Robinson nahezu jeden pariert.
Der Autor Willy Meisl erzählt in seinem Buch Soccer Revolution (1955), dass sich nach diesem Szenario der Begriff Robinsonade als Bezeichnung für eine spektakuläre Parade in ganz Europa ausgebreitet habe. Der Begriff Robinsonade ist in der heutigen Fußballfachsprache nur noch selten zu finden.